# 小行星14317
小行星14317（14317 Antonov）是一颗绕太阳运转的小行星，为主小行星带小行星。该小行星于1978年8月8日发现。

## 轨道参数
小行星14317的轨道半长轴为2.4477750 UA，离心率为0.171。